# Козуб, Геннадий Анатольевич
Геннадий Анатольевич Козуб (род. 3 июля 1969, Запорожье) — арт-менеджер, издатель, коллекционер, галерист, художник. Соучредитель и организатор ведущей резиденции современного искусства на Украине — международного симпозиума современного искусства «Бирючий» (2006). Соучредитель ОО «Союз исследователей современного искусства» (2008), основатель галереи «Art zebs» (2008), основатель и шеф-редактор журнала современного искусства «Biruchiy contemporary art magazine» (2014).
Соучредитель Всеукраинской ассоциации барменов (2001) — национальной организации Международной ассоциации барменов. Член жюри всеукраинских конкурсов барменов.

## Биография
Учился в школе № 53 г. Запорожье (1976—1986). Прошел военную службу (1988—1990). Окончил Запорожский национальный технический университет (2004, факультет транспортных технологий). Живёт в Киеве (с 2013).
Места работы: представительство бренда Maruni на Украине (нач. 1990-х, Запорожье; основатель), ресторан-казино «Билли Бонс» (1999—2010, Запорожье; совладелец), Всеукраинская ассоциация барменов (с 2001, вице-президент), ОО «Союз исследователей современного искусства» (2008—2018 вице-президент, с 2019 президент), галерея «Art zebs» (2008—2009, Запорожье; основатель), журнал «Biruchiy contemporary art magazine» (2014—2015, Киев; шеф-редактор).

## Деятельность

### Арт-менеджмент
Осенью 2006 Геннадий Козуб стал соучредителем международного симпозиума современного искусства «Бирючий» на косе Бирючий остров в Азовском море. Организатором (комиссаром симпозиума) стал Г. Козуб, художественным руководителем — Владимир Гулич.
Со времени основания Геннадий Козуб организовывает симпозиум в основной резиденции (Бирючий остров, с 2006; 14 сезонов, 208 художников, 11 арт-групп, 16 стран); в выездных резиденциях на Украине (Иршанск Житомирской обл, 2015) и Польше (Клементовицы Люблинского воеводства, 2016—2017); обмен участниками с арт-резиденциями в Италии (Бьелла, 2013—2017) и США (Нью-Йорк, 2017—2018); съемку фильмов итальянскими режиссёрами на Бирючем острове (2015—2016); выставки проекта на Украине (Запорожье, Киев, Коктебель, Харьков, Львов, Мелитополь, Хмельницкий; с 2006), Канаде (Монреаль, 2013) и Италии (Турин, 2017).
При организационном участии Г. Козуба состоялись этно-электронный фестиваль Biruchiy Fest (2016), образовательное мероприятие Biruchiy Art School (Польша, 2017).

### Издательская деятельность
Издал 10 каталогов симпозиума (2006—2019). Организовал издание журнала «Biruchiy contemporary art magazine» (2014—2015, 5 номеров).

### Коллекция
Коллекционирует с нач. 1990-х. Геннадий Козуб занимает 29 место рейтинга коллекционеров украинского современного искусства по версии журнала «Forbes Украина». В коллекции около 100 произведений (на 2015): живопись, графика, скульптура, фотография. Произведения экспонировались на ретроспективной выставке к 10-летию симпозиума «Бирючий» (Киев, 2015).

### Творчество
Занимается живописью, графикой, арт-объектами, фотографией. В творчестве иронично рефлексирует по поводу актуальных проблем современности. Работы хранятся в частных коллекциях на Украине, России, Германии, Швейцарии, Канаде, США, Японии.
Участник международного арт-проекта «Дети Йозефа Бойса» (Крым-Киев-Львов-Люблин-Хортица, 2004—2005). Участвовал в групповых выставках в Киеве (2014), Одессе (2014), Женеве (Швейцария, 2015). Картины художника, выставленные в женевской галерее Artvera’s, репродуцировали киевские издания «Украинская правда», «Kyiv Post», «Комсомольская правда в Украине», «Новое Время», из зарубежных — «VIDIA» (Чикаго, США), «Сноб» (Москва).